# Edward William Nelson
Edward William Nelson (Manchester, 8 de maio de 1855 – Washington, D.C., 19 de maio de 1934) foi um naturalista e etnólogo estadunidense. Colecionador de espécimes e renomado naturalista de campo, integrou diversas expedições de levantamento de fauna e flora. Ele fazia parte de uma equipe com Clinton Hart Merriam que participou da Expedição ao Vale da Morte. Ele também explorou o Vale de Yosemite. Um número de espécies de vertebrados são nomeadas em sua homenagem.

## Biografia
Nelson nasceu em Manchester, Nova Hampshire, em 8 de maio de 1855, filho primogênito de William e Martha (nascida Wells) Nelson. Nelson e seu irmão moravam com seus avós maternos em Adirondacks quando seu pai se juntou ao Exército da União e sua mãe foi para Baltimore como enfermeira. Aqui, ele se apaixonou pelo deserto. Nelson mudou-se para Chicago depois que seu pai foi morto na Guerra de Secessão e sua mãe abriu um negócio de costura.
Em 1871, sua extensa coleção de insetos foi perdida no grande incêndio de Chicago e a família ficou desabrigada. Foi nessa época que ele mudou o foco dos insetos para os pássaros. Ele foi para a Cook County Normal School de 1872 a 1875, onde o diretor, W. W. Wentworth, o encorajou. Nelson também conheceu Henry Henshaw e Edward Drinker Cope, que o ajudaram a desenvolver seu interesse por pássaros.
Em 1877, Nelson ingressou no Corpo de Sinalização do Exército dos Estados Unidos. Spencer Fullerton Baird era responsável por selecionar os Oficiais de Sinalização para as estações mais remotas e escolheria homens com treinamento científico que estivessem preparados para estudar a flora e a fauna locais. Baird enviou Nelson para São Miguel, Alasca. Nelson era o naturalista a bordo do USRC Thomas Corwin, que navegou até a Ilha Wrangel em busca da Expedição Jeannette em 1881. Nelson publicou suas descobertas em seu Report upon Natural History Collections Made in Alaska between the Years 1877–1881 (1887). Ele também publicou suas descobertas etnológicas em The Eskimo about Bering Strait (1900).

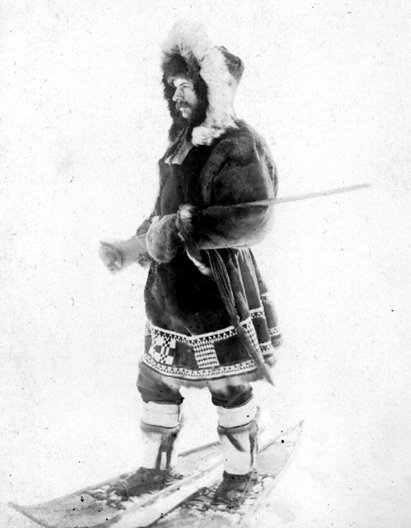
Nelson no Alasca

Em 1890, Nelson aceitou uma nomeação como agente de campo especial na Expedição do Vale da Morte sob o comando de Clinton Hart Merriam, chefe da Divisão de Ornitologia e Mastozoologia do Departamento de Agricultura dos Estados Unidos. Após esta expedição, ele recebeu a ordem de realizar uma pesquisa de campo no México, e Nelson permaneceu no país pelos quatorze anos seguintes. Nelson continuou a trabalhar para o Bureau of Biological Survey até 1929, sendo chefe do bureau entre 1916 e 1927.
O carneiro-selvagem-do-deserto e a cobra-real-de-nelson foram nomeados em sua homenagem. O holótipo da cobra foi coletado por Nelson e Edward Alphonso Goldman em 18 de julho de 1897. Ele trabalhou com Goldman por dez anos pesquisando vertebrados terrestres mexicanos. O tico-tico-de-nelson (Ammodramus nelsoni), anteriormente pardal-de-cauda-afiada-de-nelson; anteriormente pardal-de-cauda-afiada, também foi nomeado para ele. Os roedores nomeados em sua homenagem incluem Oryzomys nelsoni, Xenomys nelsoni, Ammospermophilus nelsoni, Heteromys nelsoni, Dicrostonyx nelsoni, Dipodomys nelsoni, Chaetodipus nelsoni, Megadontomys nelsoni, Neotoma nelsoni e Nelsonia.
Além da cobra-real-de-nelson, quatro outros répteis são nomeados em sua homenagem: respectivamente, Anolis nelsoni, Urosaurus nelsoni, Sceloporus nelsoni e por fim, Terrapene nelsoni. Ele foi o presidente da Sociedade Americana de Mastozoólogos de 1921 a 1923. Ele também atuou como presidente da União dos Ornitólogos Americanos e da Sociedade Biológica de Washington. Ele nunca se casou.
Em 1895, os botânicos J.M.Coult. & Rose publicaram Neonelsonia, um gênero monotípico de planta com flor da América do Sul, pertencente à família Apiaceae. Então, em 1973, os botânicos H.Rob. & Brettell publicaram Nelsonianthus, um gênero de plantas com flor do México e da Guatemala pertencente à família Asteraceae, também nomeado em homenagem a Nelson.